# Список генерал-губернаторов Федерации Родезии и Ньясаленда
Генера́л-губерна́тор Федера́ции Роде́зии и Ньясале́нда (англ. Governor-General of the Federation of Rhodesia and Nyasaland) являлся представителем британского монарха в Федерации Родезии и Ньясаленда. Он назначался короной и выступал в роли главы государства, получая инструкции от британского правительства.
Федерация Родезии и Ньясаленда (англ. Federation of Rhodesia and Nyasaland), также известная как Центрально-Африканская Федерация (англ. Central African Federation) — являлась британским протекторатом, существовавшим в период с 1 августа 1953 года по 31 декабря 1963 года. Федерация была образована из самоуправляющейся (с 1923 года) колонии Южной Родезии (совр. Зимбабве) и протекторатов Северной Родезии (совр. Замбия) и Ньясаленда (совр. Малави). Являлась владением британской короны, не будучи ни колонией, ни доминионом, хотя как и в доминионах, власть британской короны была представлена генерал-губернатором.

## Список генерал-губернаторов
| №     | Генерал-губернатор | Генерал-губернатор                                                                                       | Начало полномочий | Окончание полномочий |
| ----- | ------------------ | --- | ----------------- | -------------------- |
| 1     |                    | Джон Джестин Ллевеллин, 1-й барон Ллевеллин (1893—1957) англ. John Jestyn Llewellin, 1st Baron Llewellin | 4 сентября 1953   | 24 января 1957       |
| и. о. |                    | Сэр Роберт Кларксон Тредголд (1899—1977) англ. Robert Clarkson Tredgold                                  | 24 января 1957    | февраль 1957         |
| и. о. |                    | Сэр Уильям Линдсей Мёрфи (1888—1965) англ. William Lindsay Murphy                                        | февраль 1957      | 6 октября 1957       |
| 2     |                    | Саймон Рамсей, 16-й граф Далхаузи (1914—1999) англ. Simon Ramsay, 16th Earl of Dalhousie                 | 6 октября 1957    | май 1963             |
| и. о. |                    | Сэр Хамфри Вайкари Гиббс (1902—1990) англ. Humphrey Vicary Gibbs                                         | май 1963          | 31 декабря 1963      |